# Bob McCann
Pour les articles homonymes, voir McCann.
Robert Glen « Bob » McCann, né le 22 avril 1964 à Morristown, dans le New Jersey et décédé le 1er juillet 2011 en Caroline du Nord, est un ancien joueur américain de basket-ball. Il évolue au poste d'ailier fort.